# Sarracín
Sarracín est une commune d'Espagne dans la communauté autonome de Castille-et-León, province de Burgos. Elle s'étend sur 9,61 km2 et comptait environ 287 habitants en 2011.